# ژوزف نری
ژوزف نری (فرانسوی: Joseph Neri‎; ۲۶ ژوئیهٔ ۱۹۱۴ – ۱۱ اکتبر ۲۰۰۵) دوچرخه‌سوار اهل فرانسه بود.